# Florinda la Cava

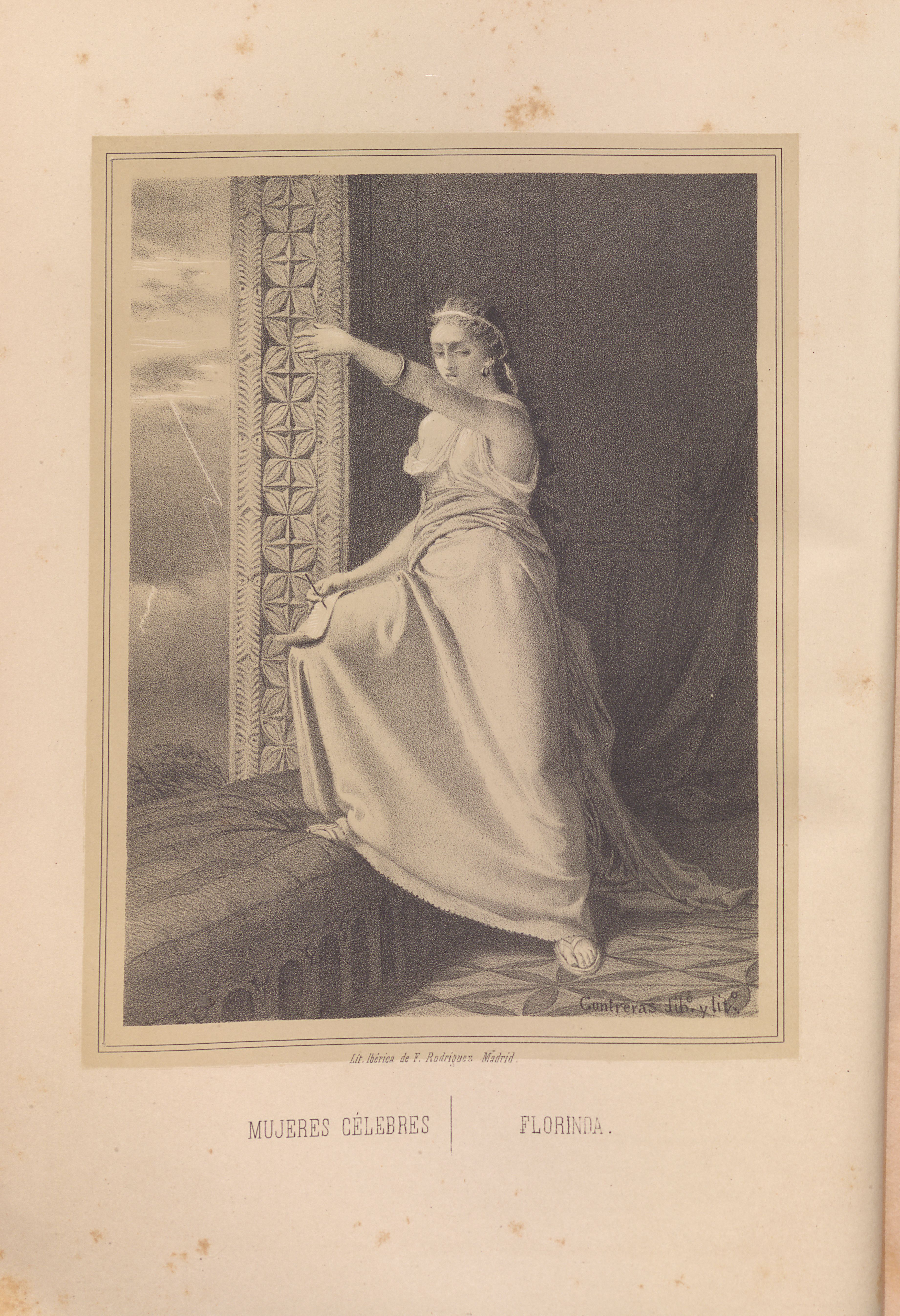
Florinda in un immaginario ritratto litografico, presente nel libro Mugeres célebres de España y Portugal (vol. 1, 1874), opera di Juan de Dios de la Rada y Delgado.

Florinda la Cava è una figura leggendaria legata alla storia medievale della Spagna. Si tratta di una nobildonna dell'VIII secolo, figlia del conte Don Julián, la cui vita fu segnata dalla vicenda tragica che tenta di spiegare la caduta del re visigoto di Toledo e la conquista musulmana della penisola iberica.